# Bahnhof Shibetsu
Der Bahnhof Shibetsu (jap. 士別駅, Shibetsu-eki) ist ein Bahnhof auf der japanischen Insel Hokkaidō. Er befindet sich in der Unterpräfektur Kamikawa auf dem Gebiet der Stadt Shibetsu.

## Beschreibung

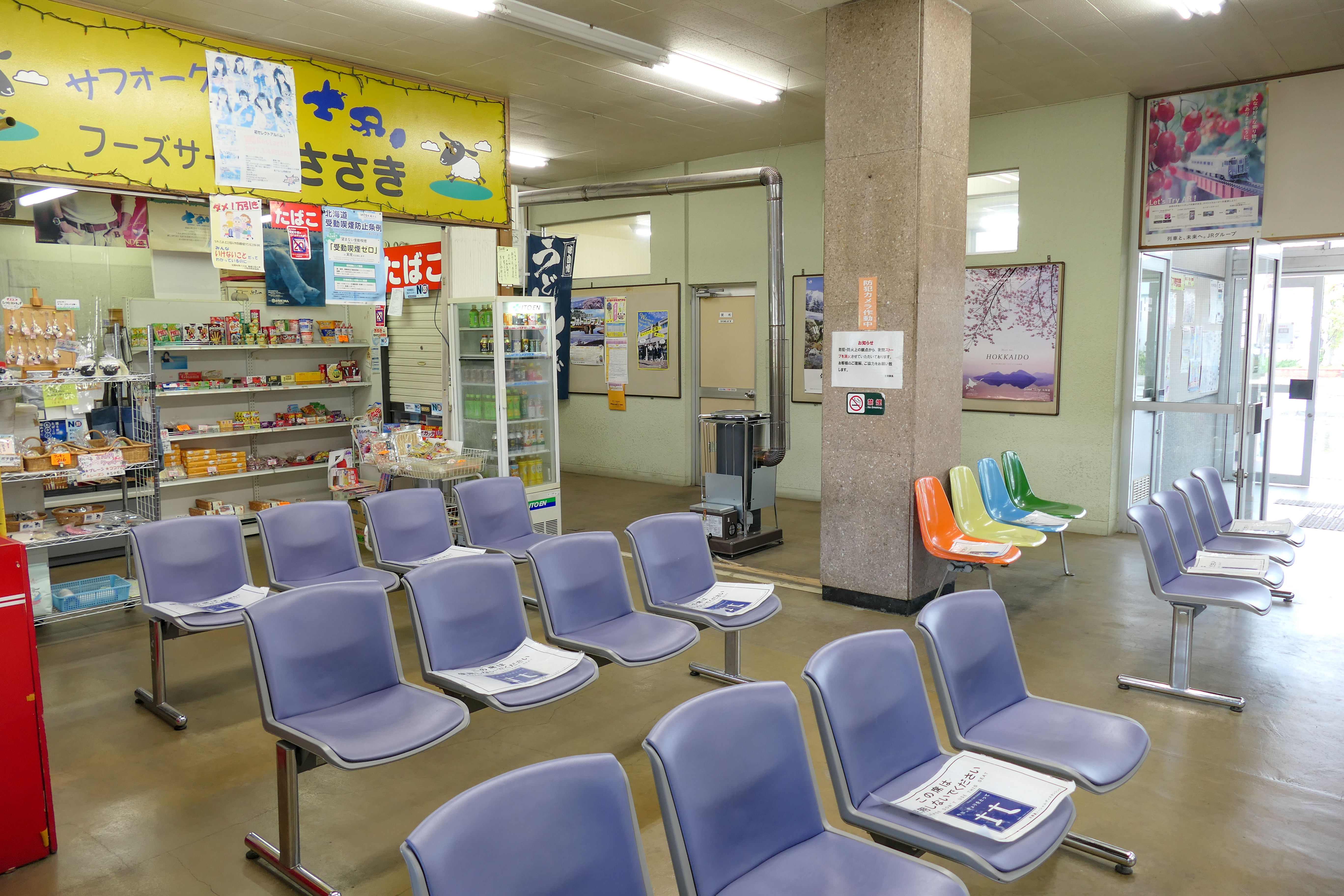
Wartesaal (September 2021)

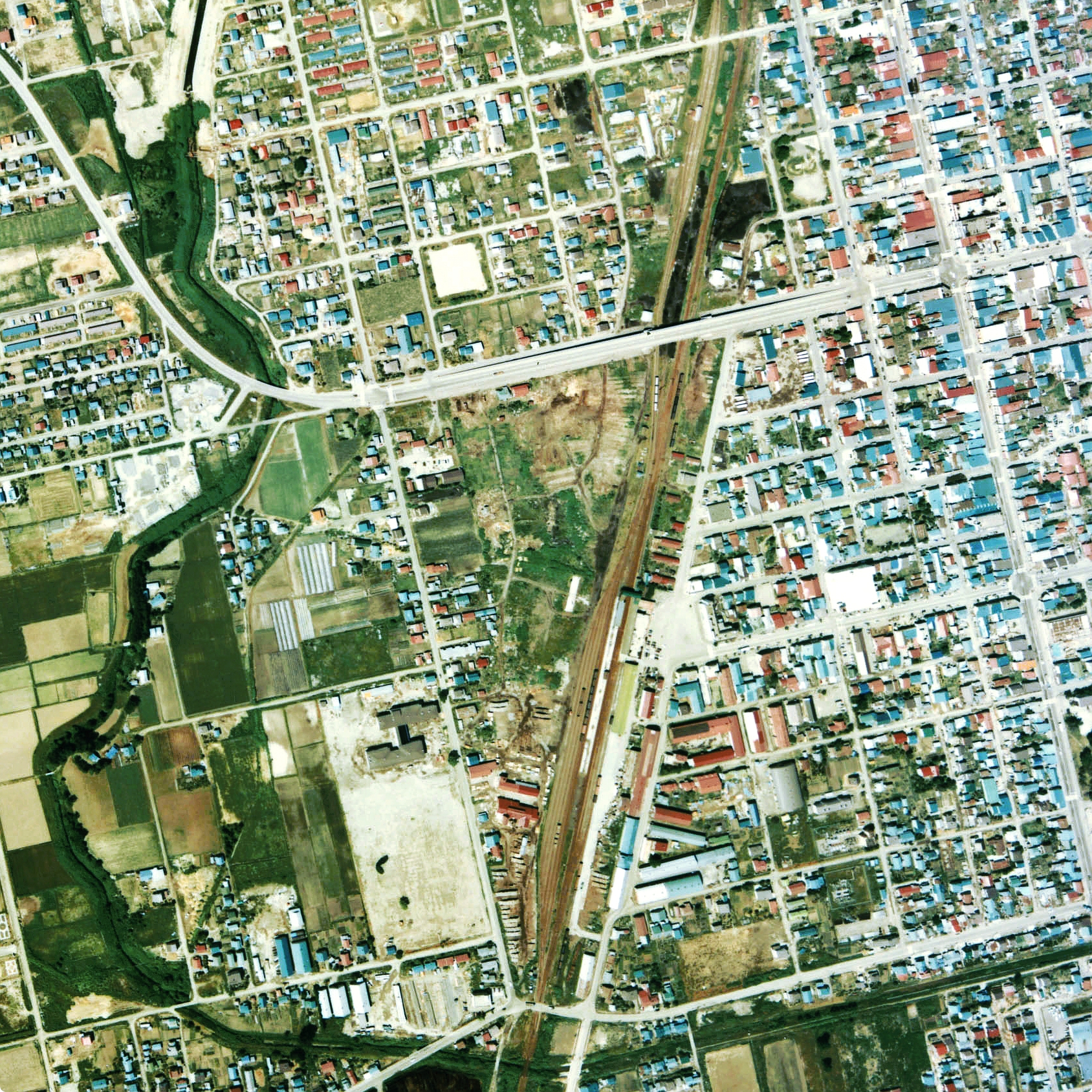
Luftansicht (1977)

Shibetsu ist ein Zwischenbahnhof und früherer Anschlussbahnhof an der Sōya-Hauptlinie. Diese führt von Asahikawa über Nayoro nach Wakkanai und wird von der Gesellschaft JR Hokkaido betrieben. Sämtliche hier verkehrenden Züge halten an diesem Bahnhof. Täglich verbinden zwei Schnellzugpaare des Typs Super Sōya (bestehend aus Neigetriebwagen) die Präfekturhauptstadt Sapporo mit Asahikawa und Wakkanai. Hinzu kommt einmal täglich der aus konventionellem Rollmaterial zusammengesetzte Sarobetsu auf derselben Verbindung. Außerdem verkehren alle ein bis zwei Stunden Regionalzüge zwischen Asahikawa und Nayoro. Vor dem Bahnhof befindet sich eine Bushaltestelle, die von mehreren Stadt- und Regionallinien der Gesellschaften Shibetsu Kidō und Dohoku Bus bedient wird.
Der Bahnhof liegt westlich des Stadtzentrums und ist von Süden nach Norden ausgerichtet. Er besitzt vier Gleise, von denen zwei dem Personenverkehr dienen. Diese liegen an einem überdachten Mittelbahnsteig, der durch eine gedeckte Überführung mit dem Empfangsgebäude an der Ostseite der Anlage verbunden ist.

## Geschichte
Die staatliche Gesellschaft Hokkaidō Kansetsu Tetsudō hatte den Auftrag, den noch kaum besiedelten Norden Hokkaidōs durch den Bau einer Bahnlinie zu erschließen,  Am 5. August 1900 wurde der Abschnitt zwischen Wassamu und Shibetsu eröffnet. Der Bahnhof war drei Jahre lang die nördliche Endstation, bis zur Eröffnung des Teilstücks nach Nayoro am 3. September 1903.
Ein lokales Unternehmen namens Shibetsu Kidō eröffnete am 1. Juni 1920 eine Waldbahn, die im Auftrag der staatlichen Forstbehörde Holz zu Papierfabriken in der Stadt transportierte. Es handelte sich um eine Pferdebahn mit einer Spurweite von 762 mm. Sie führte zunächst nach Jōshibetsu, fünf Jahre später nach Okushibetsu. Die Bahn mit einer Länge von 21,4 km wurde 1928 auf Dampfbetrieb umgestellt. Shibetsu Kidō stellte den Bahnverkehr am 1. Oktober 1959 ein und entwickelte sich zu einem Busunternehmen. Am 21. Oktober 1936 eröffnete das Unternehmen Nippontensaiseitō (Nippon Beet Sugar Co.) eine Zuckerfabrik in Shibetsu und verband sie mit einem 3,1 km langen Anschlussgleis mit der Sōya-Hauptlinie.
Die Japanische Staatsbahn ersetzte 1966 das bisherige Empfangsgebäude durch einen Neubau. Aus Kostengründen stellte sie am 14. März 1985 die Gepäckaufgabe ein, am 1. November 1986 legte sie das Anschlussgleis zur Zuckerfabrik still und gab auch den übrigen Güterumschlag auf. Im Rahmen der Staatsbahnprivatisierung ging der Bahnhof am 1. April 1987 in den Besitz der neuen Gesellschaft JR Hokkaido über.